# 熙平郡
熙平郡，中国隋朝设置的郡。
大业三年（607年）改连州置，治所在桂阳县（今广东省连州市）。辖境相当今广东省连州、连南、连山、阳山等市县地。唐朝武德四年（621年）复为连州。 